# سوفیا پارنوک
سوفیا (سونیا) یاکوفلفنا پارنوک (روسی: София Яковлевна Парно́к؛ ۱۱ اوت ۱۸۸۵ – ۲۶ اوت ۱۹۳۳) شاعر، مترجم و روزنامه‌نگار یهودی‌تبار اهل روسیه بود.

## آثار
- اپرای آلماست